# Miyoshi (Aichi)
Miyoshi (みよし市 Miyoshi-shi?) es una ciudad situada en el suroeste de la prefectura de Aichi, Japón. 
A partir de abril de 2012, la ciudad tiene una población estimada de 60 534 y una densidad de población de 1890 personas por km². La superficie total es de 32 km².